# Neon Bible
Neon Bible é o segundo álbum de estúdio da banda canadense Arcade Fire, lançado em 5 de março de 2007. Originalmente anunciado com lançamento para 16 de dezembro de 2006, o álbum foi gravado, em sua maioria, em uma igreja comprada e reformada pela banda, em Farham, Quebec. O álbum é o primeiro a conter o baterista Jeremy Gara e a violinista Sarah Neufeld, como membros da banda.
Neon Bible foi o álbum lançado pela banda, até o momento, que ficou melhor colocado nas paradas, em sua semana de estreia ficou em segundo lugar na Billboard 200, em razão da venda de 92.000 cópias. O álbum já vendeu 400.000 cópias somente nos Estados Unidos. No Brasil, o álbum foi lançado em 5 de abril de 2007 pela Slag Records.

## Faixas
1. "Black Mirror" – 4:13
2. "Keep the Car Running" – 3:29
3. "Neon Bible" – 2:16
4. "Intervention" – 4:18
5. "Black Wave/Bad Vibrations" – 3:57
6. "Ocean of Noise" – 4:53
7. "The Well and the Lighthouse" – 3:56
8. "(Antichrist Television Blues)" – 5:10
9. "Windowsill" – 4:15
10. "No Cars Go" – 5:40
11. "My Body Is a Cage" – 4:47